# 维利·亨尼希
埃米尔·汉斯·维利·亨尼希（Emil Hans Willi Hennig，1913年4月20日—1976年11月5日）是德国生物学家，亲缘分支分类法（种系发生学的系统分类学）的创始人，他在进化论和系统分类学方面的研究革命性地开创了生物自然分类的方法，作为生物分类学家他尤其是双翅目的专家。

## 生平
亨尼希出生於薩克森杜爾亨能斯多夫，1919年進入當地小學就讀，1927年赴德勒斯登就讀文理中學，1932年進入萊比錫大學攻讀動物學、植物學和地質學。1945年1947年間曾出任萊比錫大學助理教授，東德成立後曾繼續在東德從事研究工作。由於亨利希的政治立場與東德當局不合，1961年逃往西柏林，出任柏林工業大學教授，後又接受柏林自由大學榮譽博士跟蒂賓根大學榮譽教授頭銜，1976年逝世於路德維希堡。